# Hesbécourt
Ne doit pas être confondu avec Herbécourt.
Hesbécourt est une commune française située dans le département de la Somme, en région Hauts-de-France.

## Géographie

### Localisation

#### Communes limitrophes
|        | Templeux-le-Guérard | Villeret (Aisne)  |
| Roisel | Hesbécourt          | Jeancourt (Aisne) |
|        | Hervilly            |                   |

### Description

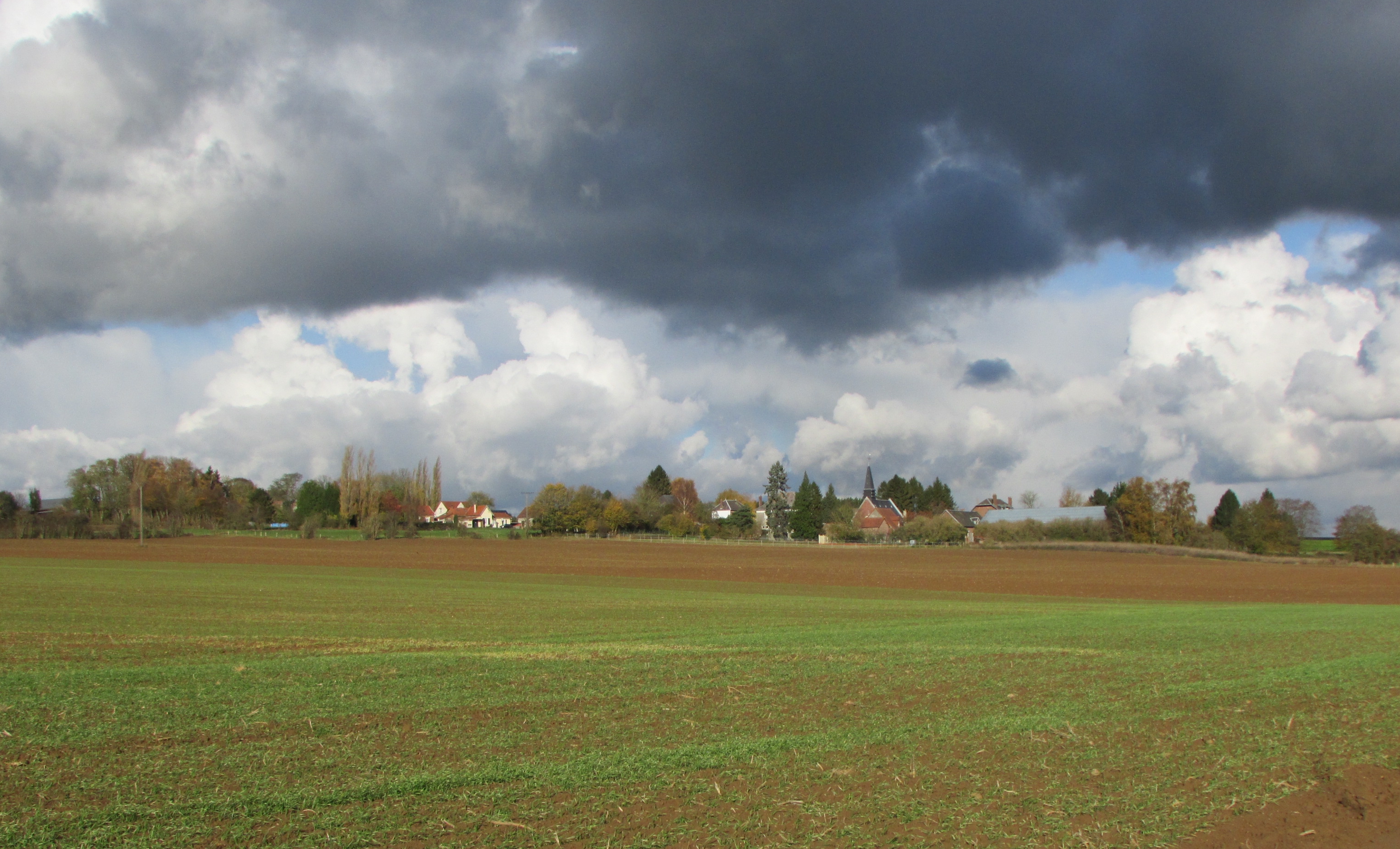
Vue du village depuis la route d'Hervilly.

La commune se situe à une vingtaine de kilomètres à l'est de Péronne et à peu près la même distance de Saint-Quentin, au sud-est.
Le territoire de la commune d'Hesbécourt s'élève en amphithéâtre incliné vers le sud-ouest. Le point culminant de la commune est situé au lieu-dit « La Motte ». Une seconde petite colline s'élève à 116 m. La commune présente un habitat groupé au chef-lieu.
Le sol est de nature argilo-calcaire et argilo-siliceuse, excepté dans le sud-ouest du territoire communal où c'est le calcaire qui domine sur une cinquantaine d'hectares.
En 2019, la localité est desservie par les autocars du réseau inter-urbain Trans'80, chaque jour de la semaine, sauf le dimanche et les jours fériés (ligne no 49, Péronne - Roisel - Saint-Quentin).

### Hydrographie
La commune est située dans le bassin Artois-Picardie. Elle n'est drainée par aucun cours d'eau.

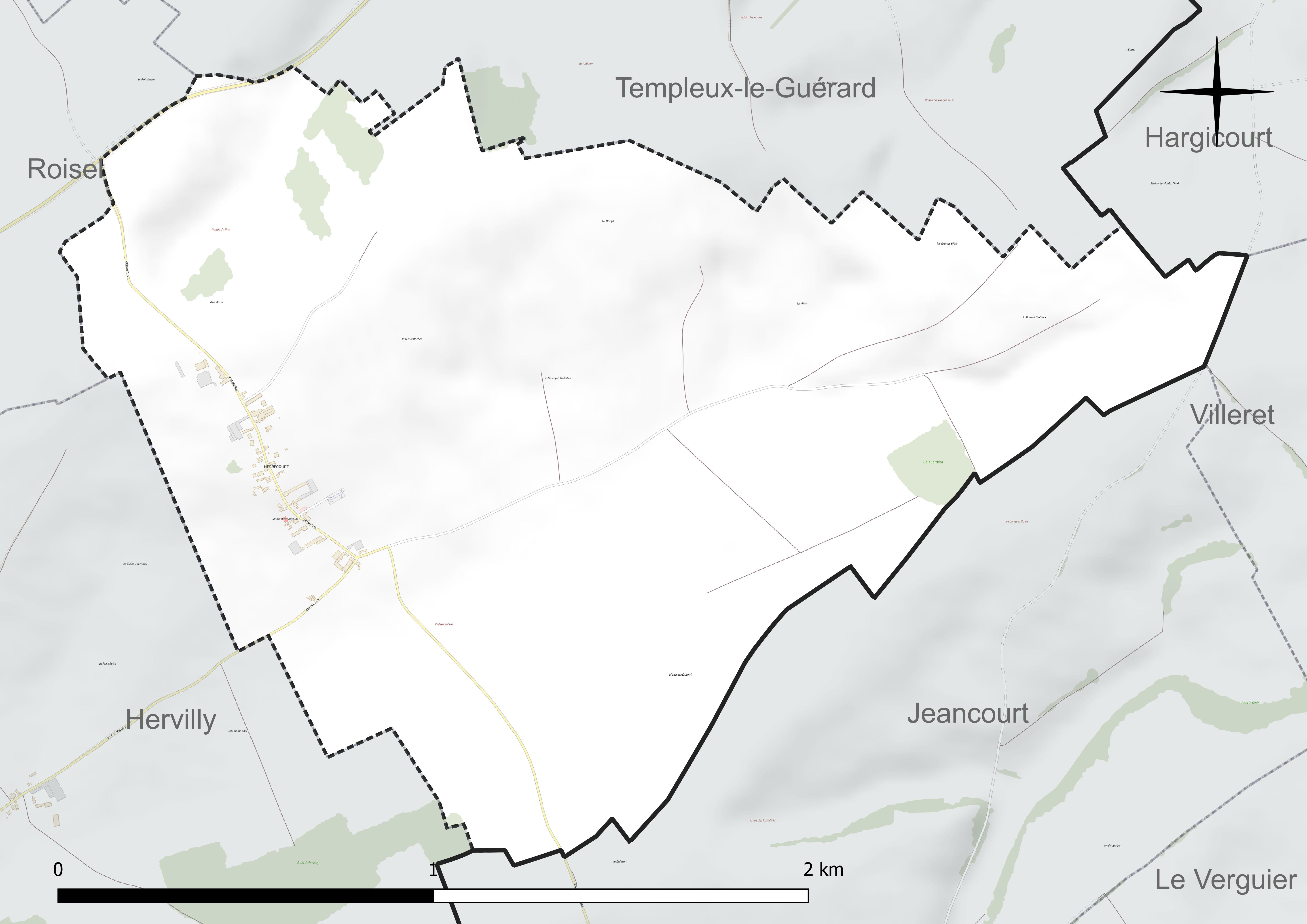
Réseau hydrographique d'Hesbécourt.

### Climat
Pour des articles plus généraux, voir Climat des Hauts-de-France et Climat de la Somme.
En 2010, le climat de la commune est de type climat océanique dégradé des plaines du Centre et du Nord, selon une étude du CNRS s'appuyant sur une série de données couvrant la période 1971-2000. En 2020, Météo-France publie une typologie des climats de la France métropolitaine dans laquelle la commune est exposée à un climat océanique et est dans la région climatique Nord-est du bassin Parisien, caractérisée par un ensoleillement médiocre, une pluviométrie moyenne régulièrement répartie au cours de l'année et un hiver froid (3 °C).
Pour la période 1971-2000, la température annuelle moyenne est de 10 °C, avec une amplitude thermique annuelle de 15 °C. Le cumul annuel moyen de précipitations est de 705 mm, avec 11,2 jours de précipitations en janvier et 9,1 jours en juillet. Pour la période 1991-2020, la température moyenne annuelle observée sur la station météorologique la plus proche, située sur la commune d'Épehy à 7 km à vol d'oiseau, est de 10,6 °C et le cumul annuel moyen de précipitations est de 752,8 mm,. Pour l'avenir, les paramètres climatiques de la commune estimés pour 2050 selon différents scénarios d'émission de gaz à effet de serre sont consultables sur un site dédié publié par Météo-France en novembre 2022.

## Urbanisme

### Typologie
Au 1er janvier 2024, Hesbécourt est catégorisée commune rurale à habitat dispersé, selon la nouvelle grille communale de densité à sept niveaux définie par l'Insee en 2022.
Elle est située hors unité urbaine. Par ailleurs la commune fait partie de l'aire d'attraction de Saint-Quentin, dont elle est une commune de la couronne,. Cette aire, qui regroupe 120 communes, est catégorisée dans les aires de 50 000 à moins de 200 000 habitants,.

### Occupation des sols
L'occupation des sols de la commune, telle qu'elle ressort de la base de données européenne d'occupation biophysique des sols Corine Land Cover (CLC), est marquée par l'importance des territoires agricoles (100 % en 2018), une proportion identique à celle de 1990 (100 %). La répartition détaillée en 2018 est la suivante : 
terres arables (100 %). L'évolution de l'occupation des sols de la commune et de ses infrastructures peut être observée sur les différentes représentations cartographiques du territoire : la carte de Cassini (XVIIIe siècle), la carte d'état-major (1820-1866) et les cartes ou photos aériennes de l'IGN pour la période actuelle (1950 à aujourd'hui).

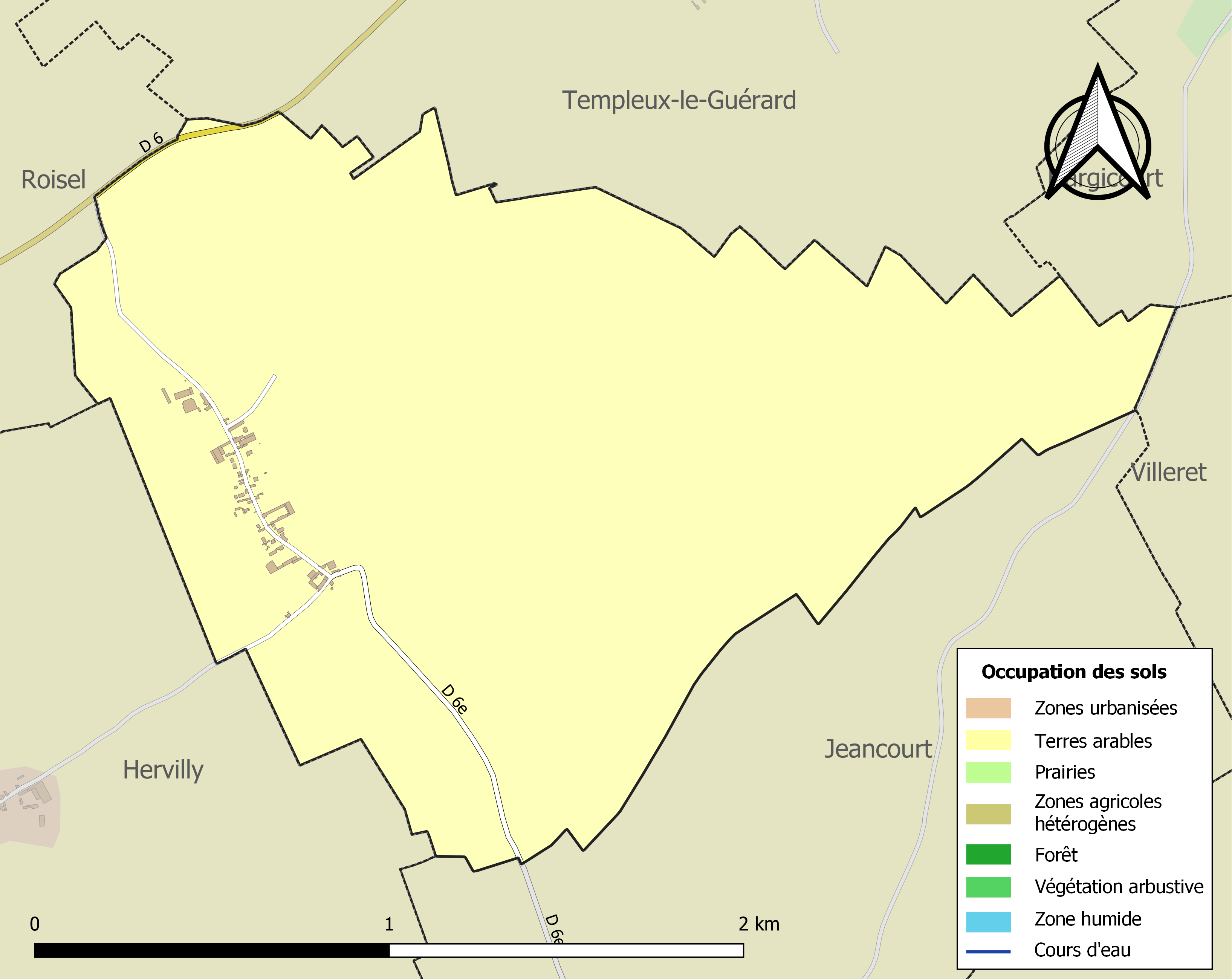
Carte des infrastructures et de l'occupation des sols de la commune en 2018 (CLC).

## Toponymie
Le nom de la localité est attesté sous les formes Hebescourt en 1567 ; Hébecourt en 1733 ; Ebécourt en 1757 ; Hervecourt en 1761 ; Hasbecourt en 1801 ; Hesbecourt.

## Histoire

### Moyen Âge
Hesbécourt était au Moyen Âge un simple hameau dépendant de la paroisse de Jeancourt sous le patronage de l'abbaye Saint-Éloi de Noyon.

### Époque moderne
Un aveu de 1503 révèle que Jeanne d'Hervilly possédait un fief à Hesbécourt. Au XVIIIe siècle, la seigneurie d'Hesbécourt était partagée entre le chapitre de Saint-Quentin et la duchesse d'Olonne.
Après la Révocation de l'édit de Nantes, en 1685, au lieu-dit « La Boîte à Cailloux », se tinrent des assemblées du désert où les protestants des environs se rassemblaient clandestinement sous la présidence du pasteur Jean Gardien Givry, prédicateur du désert itinérant.

### Époque contemporaine

#### Hesbécourt pendant la guerre 1914-1918
Comme beaucoup d'autres villages  de la région, Hesbécourt est sorti meurtri de la Grande Guerre car le village a été entièrement rasé en 1917 par les Allemands.
1914-1917, Hesbécourt occupé par les Allemands
Le 28 août 1914, soit moins d'un mois après la déclaration de guerre, l'armée française bat en retraite vers l'ouest et les Allemands arrivent à Hesbécourt. Dès lors commença l'occupation allemande qui dura jusqu'en mars 1917. Le front se situant à une vingtaine de kilomètres à l'ouest vers Péronne, l'activité des occupants consistait principalement à assurer le logement des combattants  et l'approvisionnement en nourriture. Des arrêtés de la kommandantur obligeaient, à date fixe, sous la responsabilité du maire et du conseil municipal, sous peine de sanctions, la population à fournir : blé, œufs, lait, viande, légumes, destinés à nourrir les soldats du front. Toutes les personnes valides devaient effectuer des travaux agricoles ou d'entretien.
Voici des extraits d'un arrêté de la kommandantur d'Holnon valable pour 25 communes de la région : « Holnon le 22 juillet 1915. Tous les ouvriers et les femmes et les enfants de 15 ans sont obligés de faire travaux des champs tous les jours aussi dimanche de quatre heures du matin jusque huit heure du soir… Après la récolte les fainéants seront emprisonnés 6 mois… Les femmes fainéantes seront exilées à Holnon pour travailler. Après la récolte, les femmes seront emprisonnées 6 mois… Les enfants fainéants seront punis de coups de bâton. De plus le commandant réserve de punir les ouvriers fainéants de 20 coups de bâton tous les jours… Les ouvriers de la commune Vendelles sont punis sévèrement. »

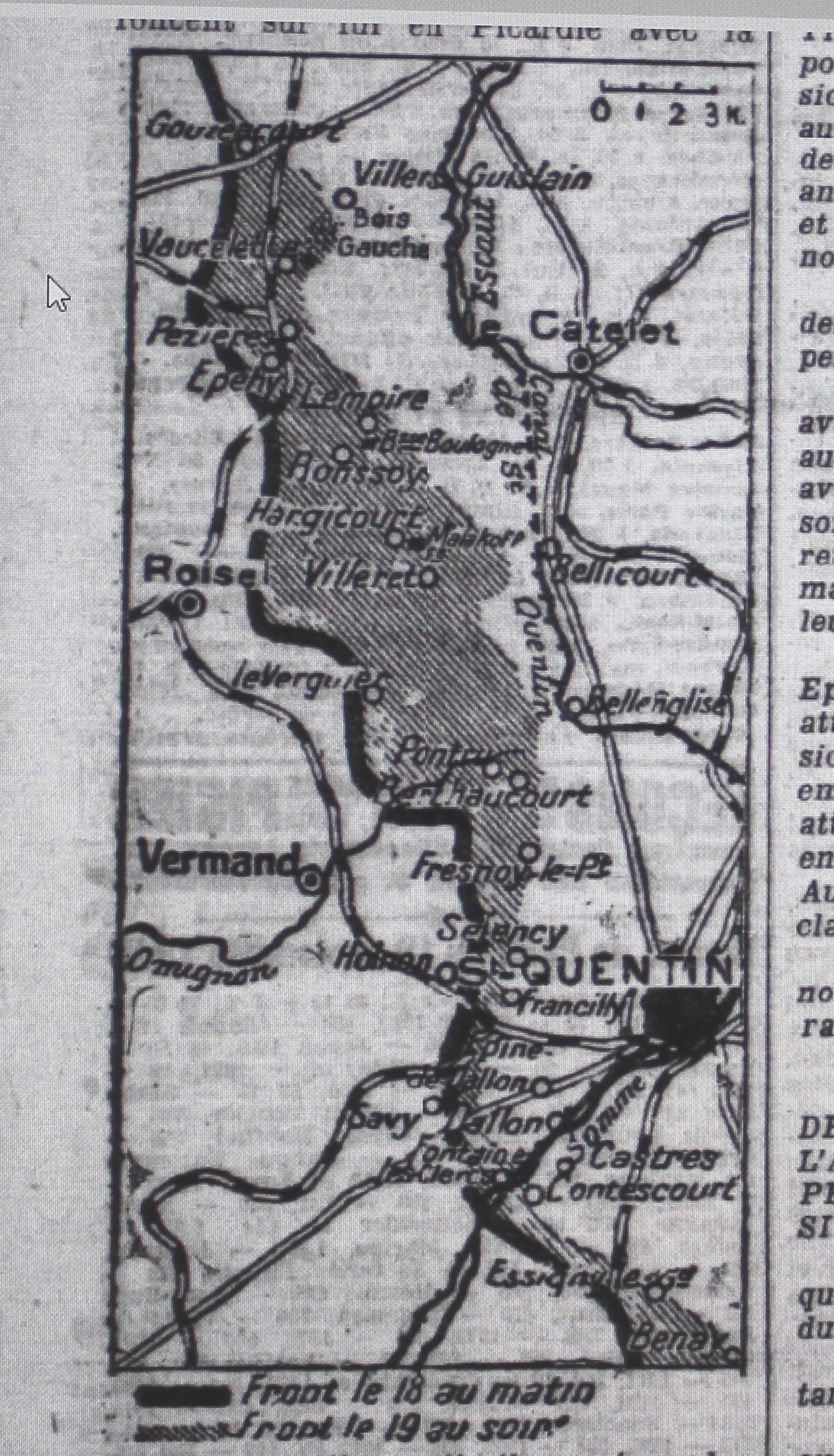
Carte montrant la prise définitive d'Hesbécourt par l'armée anglaise en septembre 1918.

Avril 1917-mars 1918, Hesbécourt évacué par les Allemands

En février 1917, le haut commandement allemand décida de la création d'une ligne défense plus à l'est : c'est ce que l'on a appelé la ligne Hindenburg. Lors du retrait des troupes allemandes, tous les villages furent détruits pour ne pas servir d'abri aux troupes franco-britanniques. Dès le 15 février les habitants furent évacués et dispersés dans des lieux de la zone occupée, jusqu'en Belgique. En mars 1917, avant du retrait des troupes allemandes sur la ligne Hindenburg, le long du canal de Saint-Quentin, les maisons furent pillées et incendiées, le village fut systématiquement détruit. L'église, la mairie, l'école et toutes les maisons furent dynamitées et les arbres sciés à 1 m de hauteur. Le village, vidé de ses habitants, reste occupé par les Allemands ; il fut le théâtre de nombreux combats en avril 1917. Communiqué britannique du 1er avril 1917: 

« Ce n'est pas de moins de huit  villages qui sont tombés au pouvoir des troupes britanniques. Certains de ces villages, comme Heudicourt, Hesbécourt, Hervilly, Jeancourt, n'ont été occupés qu'après de durs combats,. »

Septembre 1918, reprise définitive d'Hesbécourt par l'armée britannique
Les ruines du village furent plusieurs fois prises et reprises par chaque camp. Ce  n'est qu'en septembre 1918, lors de la bataille de la ligne Hindenburg qu'Hesbécourt fut définitivement libéré par la 6e division britannique.

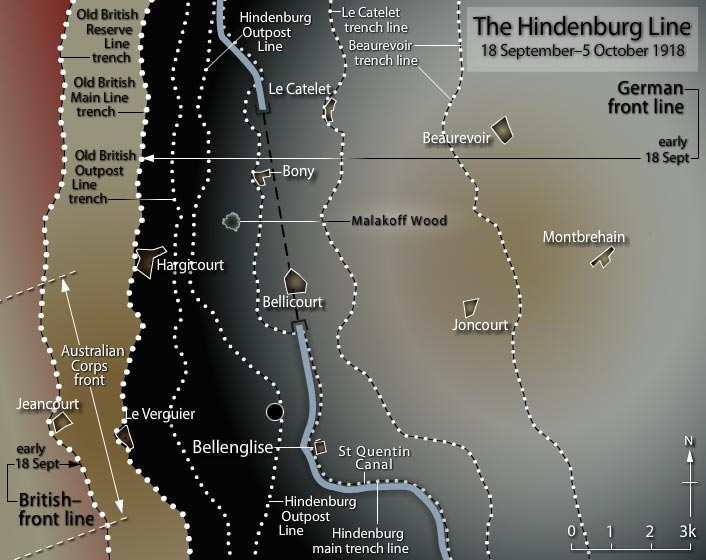
Carte de la bataille de la ligne Hindenburg en septembre-octobre 1918[22].
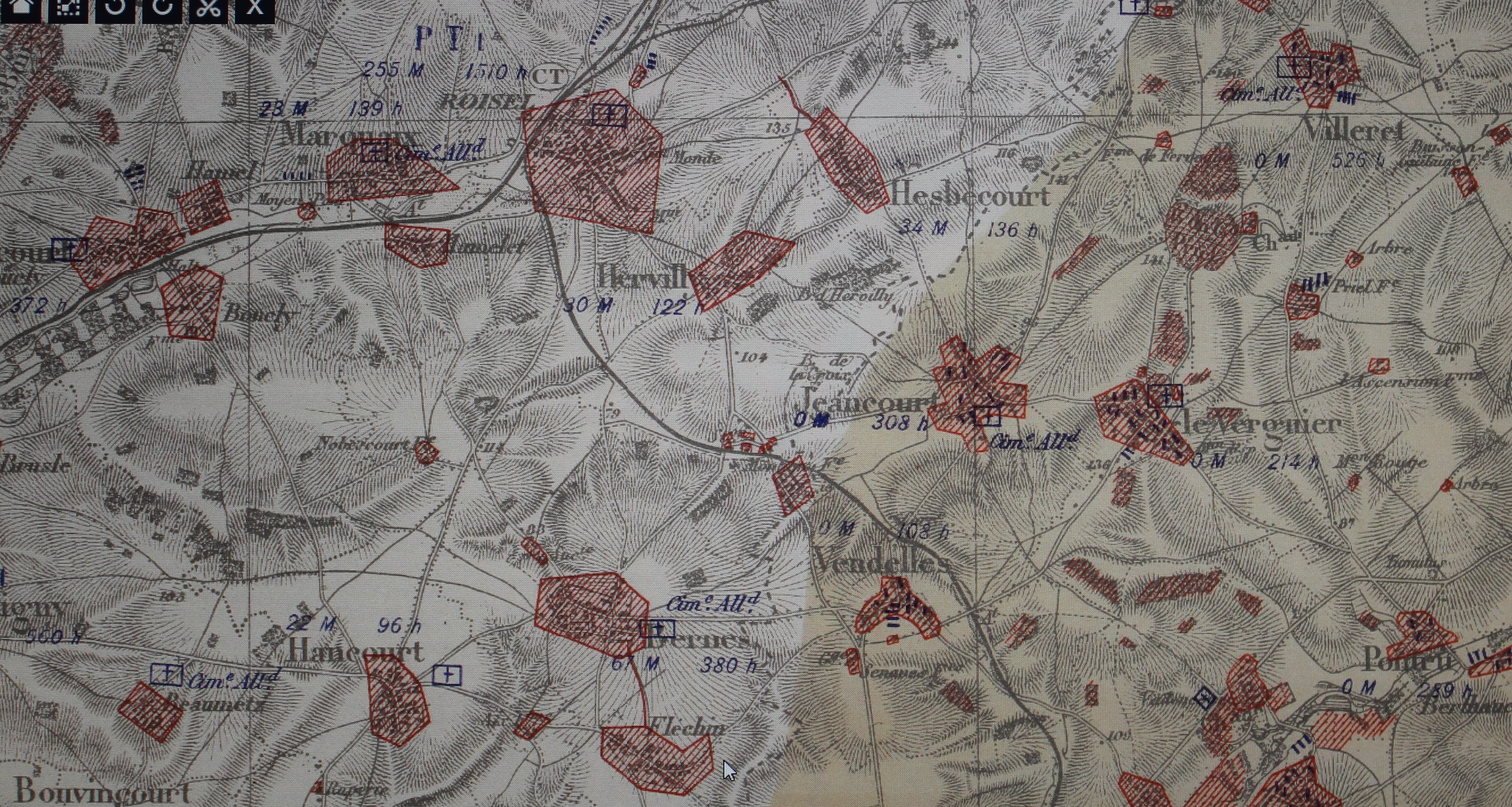
Carte montrant l'étendue des destructions d'Hesbécourt.

#### Entre-deux-guerres, la reconstruction
Après l'Armistice, pour les habitants qui revinrent s'installer, commença une longue période de plus de dix ans de reconstruction des habitations (maisons provisoires), des fermes, des bâtiments publics, des routes. De 191 habitants avant la guerre en 1911, Hesbécourt n'en comptait plus que 136 en 1921.
Eu égard aux atrocités infligées à la population pendant les quatre années d'occupation et les dévastations des constructions, la commune s'est vu décerner la Croix de guerre 1914-1918 (France) le 27 octobre 1920.
Sur le monument aux morts  sont inscrits les noms des 12 soldats hesbécourtois morts pour la France.

## Politique et administration
| Période                                  | Période                      | Identité          | Étiquette | Qualité                        |
| ---------------------------------------- | ---------------------------- | ----------------- | --------- | ------------------------------ |
| Les données manquantes sont à compléter. |                              |                   |           |                                |
| mars 2001                                | 2014                         | Jacques Babilotte |           |                                |
| 2014                                     | En cours (au 8 octobre 2020) | Louis Cazier      |           | Réélu pour le mandat 2020-2026 |

## Population et société

### Démographie
L'évolution du nombre d'habitants est connue à travers les recensements de la population effectués dans la commune depuis 1793. Pour les communes de moins de 10 000 habitants, une enquête de recensement portant sur toute la population est réalisée tous les cinq ans, les populations de référence des années intermédiaires étant quant à elles estimées par interpolation ou extrapolation. Pour la commune, le premier recensement exhaustif entrant dans le cadre du nouveau dispositif a été réalisé en 2007.

En 2022, la commune comptait 49 habitants, en évolution de −12,5 % par rapport à 2016 (Somme : −1,26 %, France hors Mayotte : +2,11 %).
| 1793 | 1800 | 1806 | 1821 | 1831 | 1836 | 1841 | 1846 | 1851 |
| ---- | ---- | ---- | ---- | ---- | ---- | ---- | ---- | ---- |
| 248  | 243  | 233  | 236  | 265  | 284  | 266  | 278  | 279  |

| 1856 | 1861 | 1866 | 1872 | 1876 | 1881 | 1886 | 1891 | 1896 |
| ---- | ---- | ---- | ---- | ---- | ---- | ---- | ---- | ---- |
| 282  | 285  | 275  | 266  | 250  | 249  | 245  | 240  | 227  |

| 1901 | 1906 | 1911 | 1921 | 1926 | 1931 | 1936 | 1946 | 1954 |
| ---- | ---- | ---- | ---- | ---- | ---- | ---- | ---- | ---- |
| 200  | 208  | 191  | 136  | 132  | 112  | 109  | 99   | 136  |

| 1962 | 1968 | 1975 | 1982 | 1990 | 1999 | 2006 | 2007 | 2012 |
| ---- | ---- | ---- | ---- | ---- | ---- | ---- | ---- | ---- |
| 93   | 115  | 85   | 71   | 83   | 65   | 62   | 61   | 57   |

| 2017 | 2022 | - | - | - | - | - | - | - |
| ---- | ---- | - | - | - | - | - | - | - |
| 57   | 49   | - | - | - | - | - | - | - |

### Enseignement
Le village n'a plus d'école primaire.
En 2020, l'aspect financier est géré par le syndicat scolaire de la Haute Somme (Sisco) concernant huit communes : Bernes, Pœuilly, Hancourt, Hervilly-Montigny, Hesbécourt, Vraignes-en-Vermandois, Villers-Faucon et Roisel. Le syndicat a la responsabilité de deux sites, avec deux classes maternelles à Bernes, et surtout neuf classes à Roisel, trois en maternelle et six en primaire.

## Économie
L'agriculture reste l'activité dominante de la commune.

## Culture locale et patrimoine

### Lieux et monuments
- Église Saint-Joseph.
- Mairie.
- Monument aux morts.

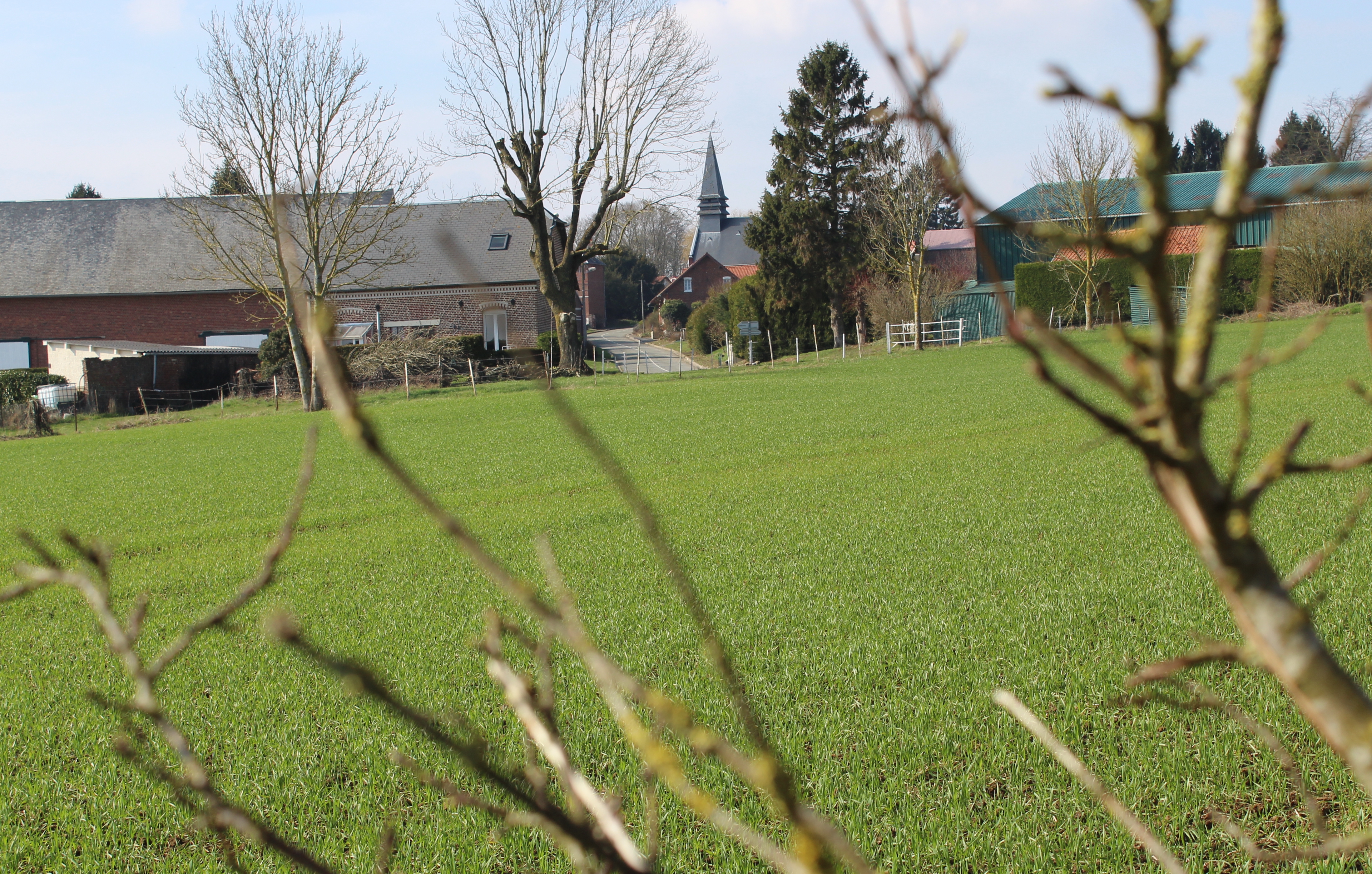
Vue du village depuis la route de Jeancourt.
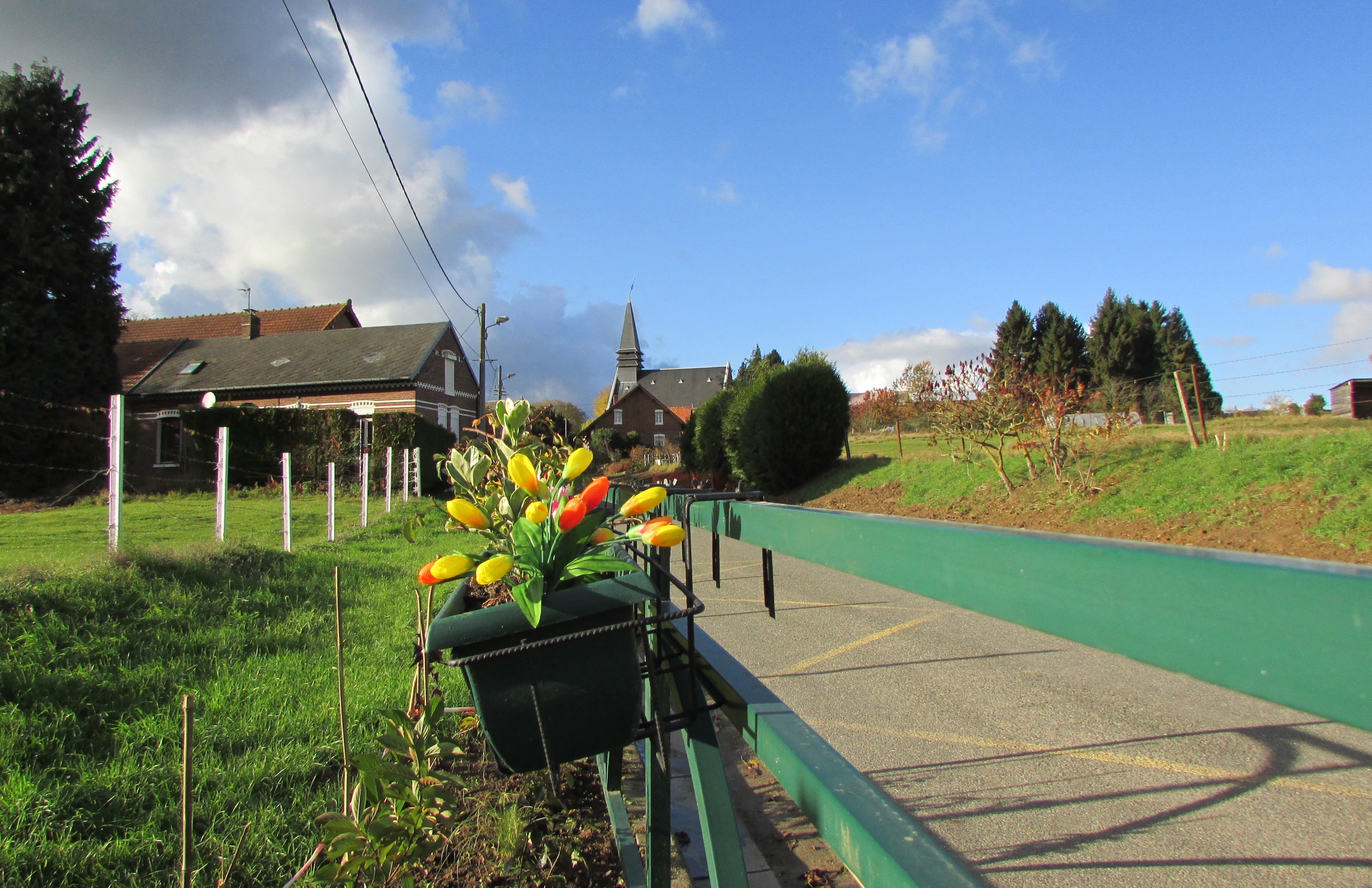
La rue principale.
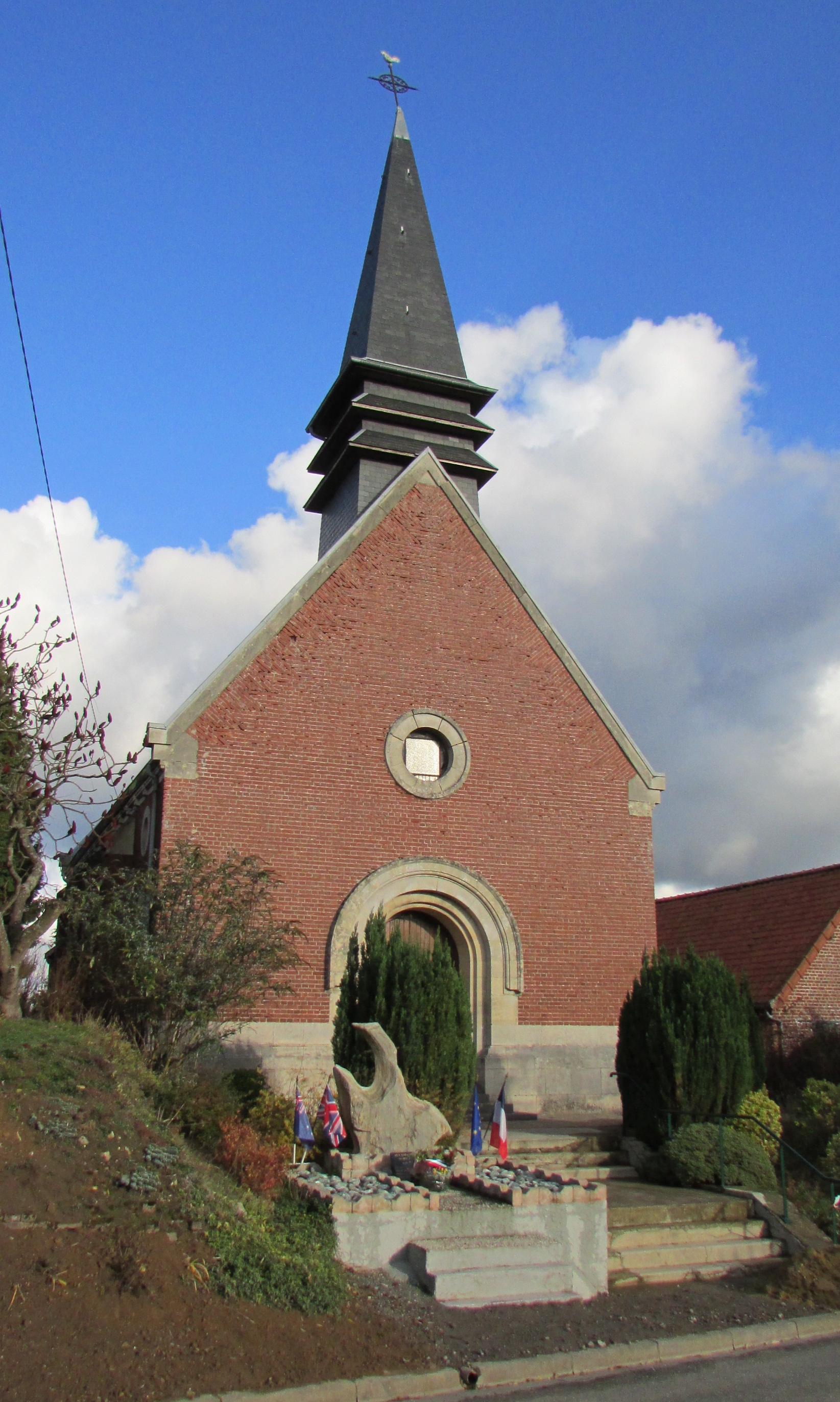
L'église Saint-Joseph.
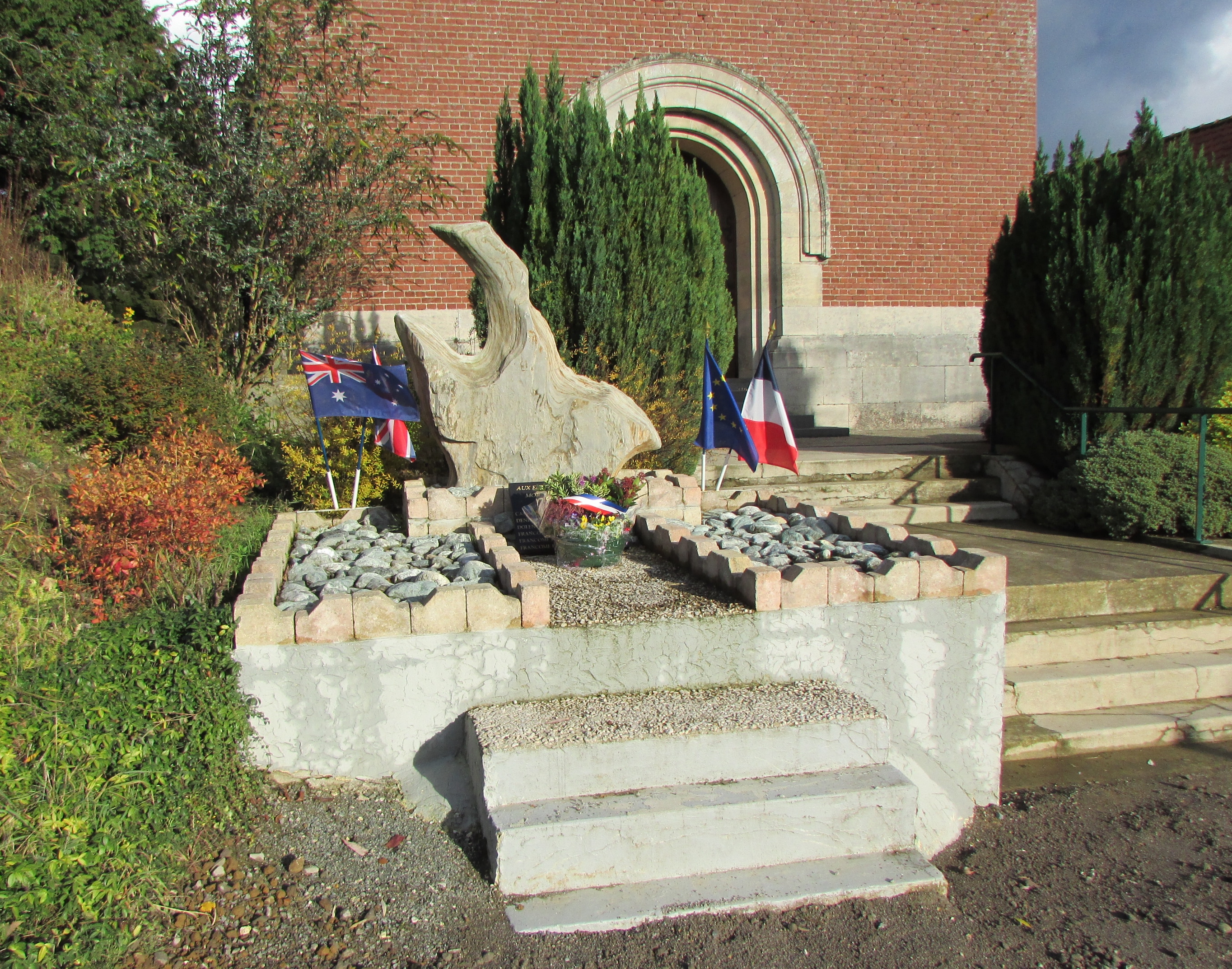
Le monument aux morts.
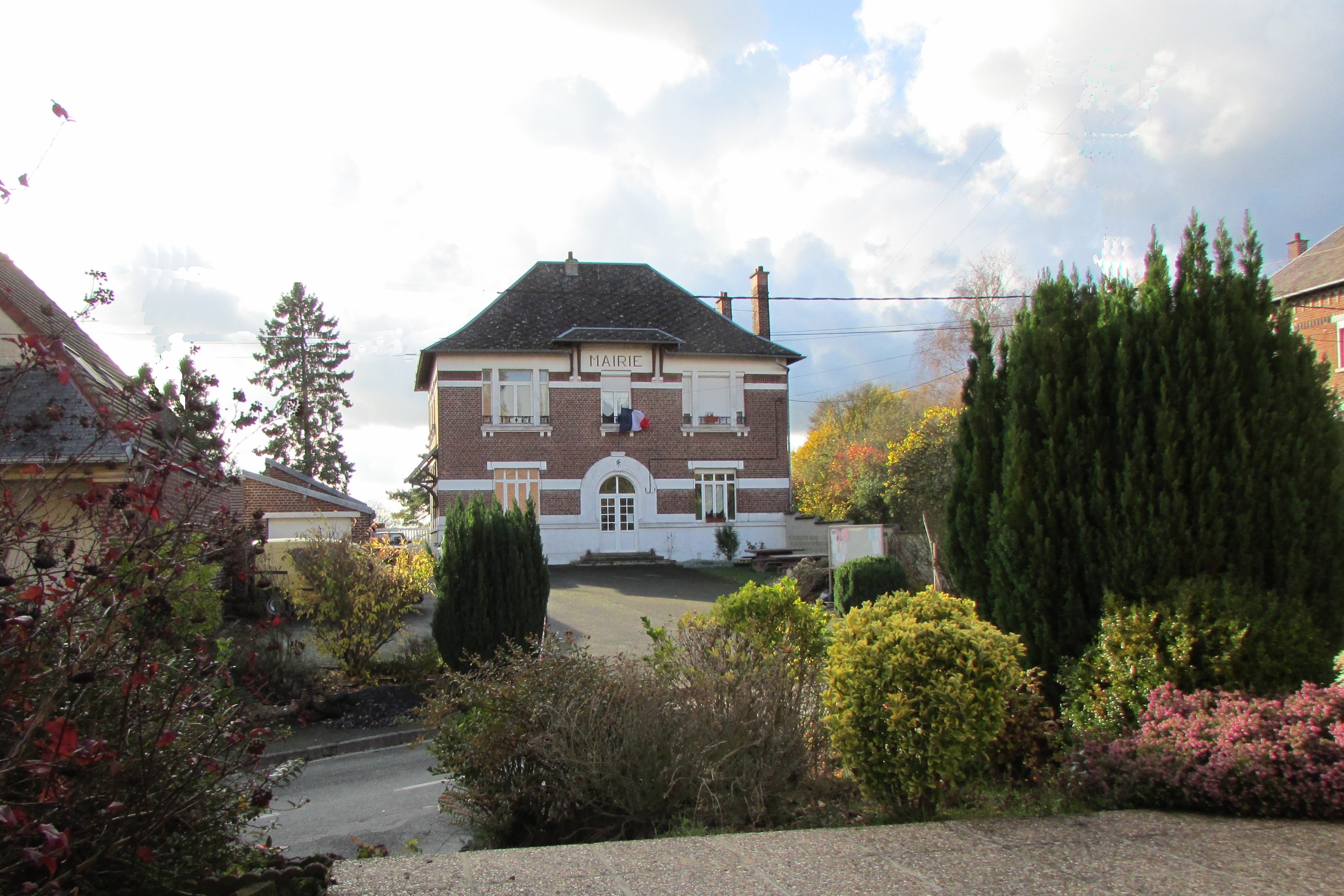
La mairie.

- Lieu-dit la Boîte à Cailloux, haut lieu du protestantisme lieu des assemblées du Désert. On y accède en prenant la rue d'Hargicourt et en sortant du village jusqu'à ce que le terrain monte nettement. Près du haut de cette montée, sur la droite, un lopin de terrain attenant à la Boîte à Cailloux a été acheté par la Société de l'histoire du protestantisme français en 1934 pour y édifier une stèle commémorative des assemblées protestantes clandestines tenues là en particulier en 1691 par le pasteur Gardien Givry. La Boîte à Cailloux a été classée monument historique en 2007.

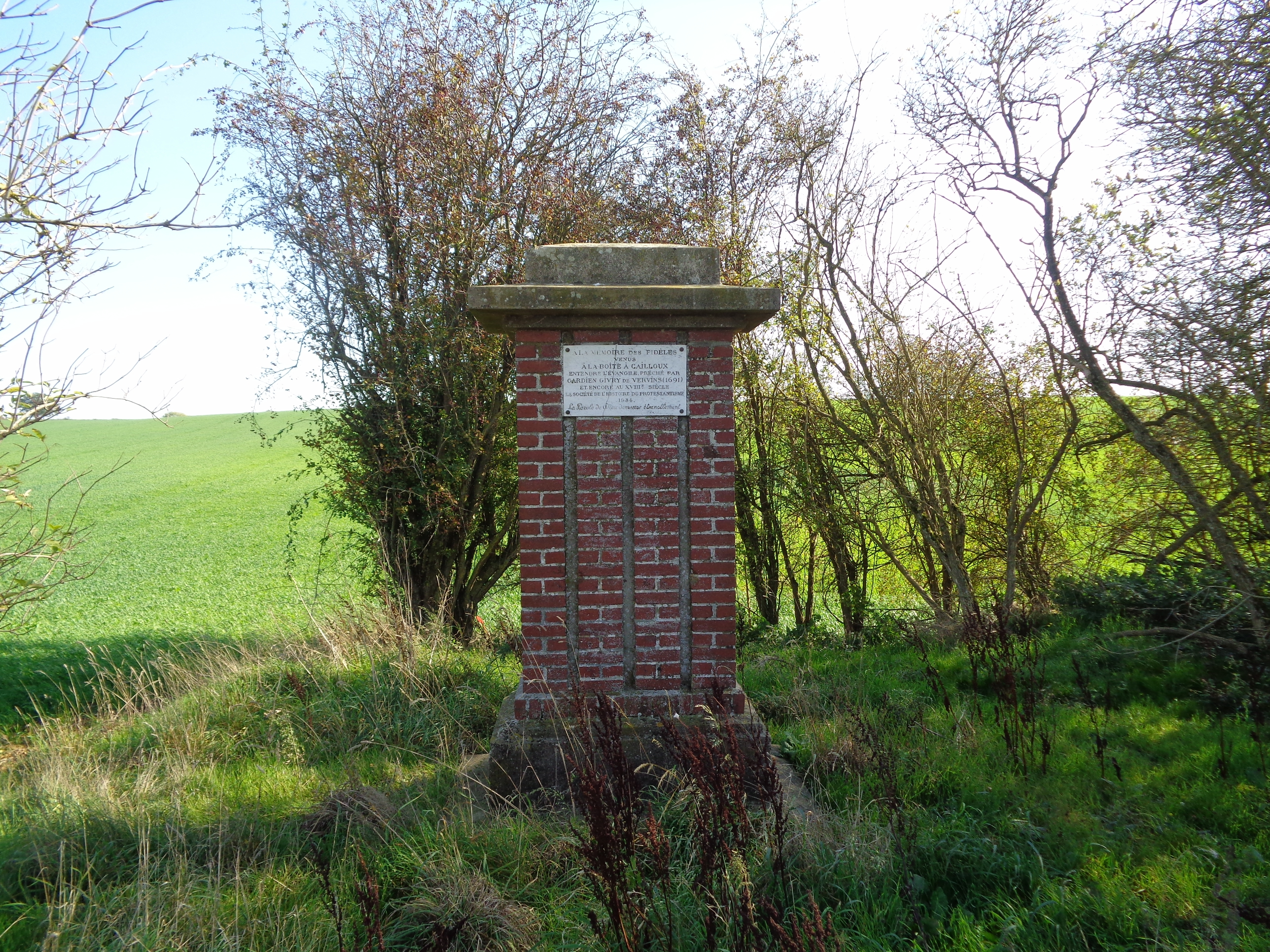
La stèle de la Boîte à Cailloux.
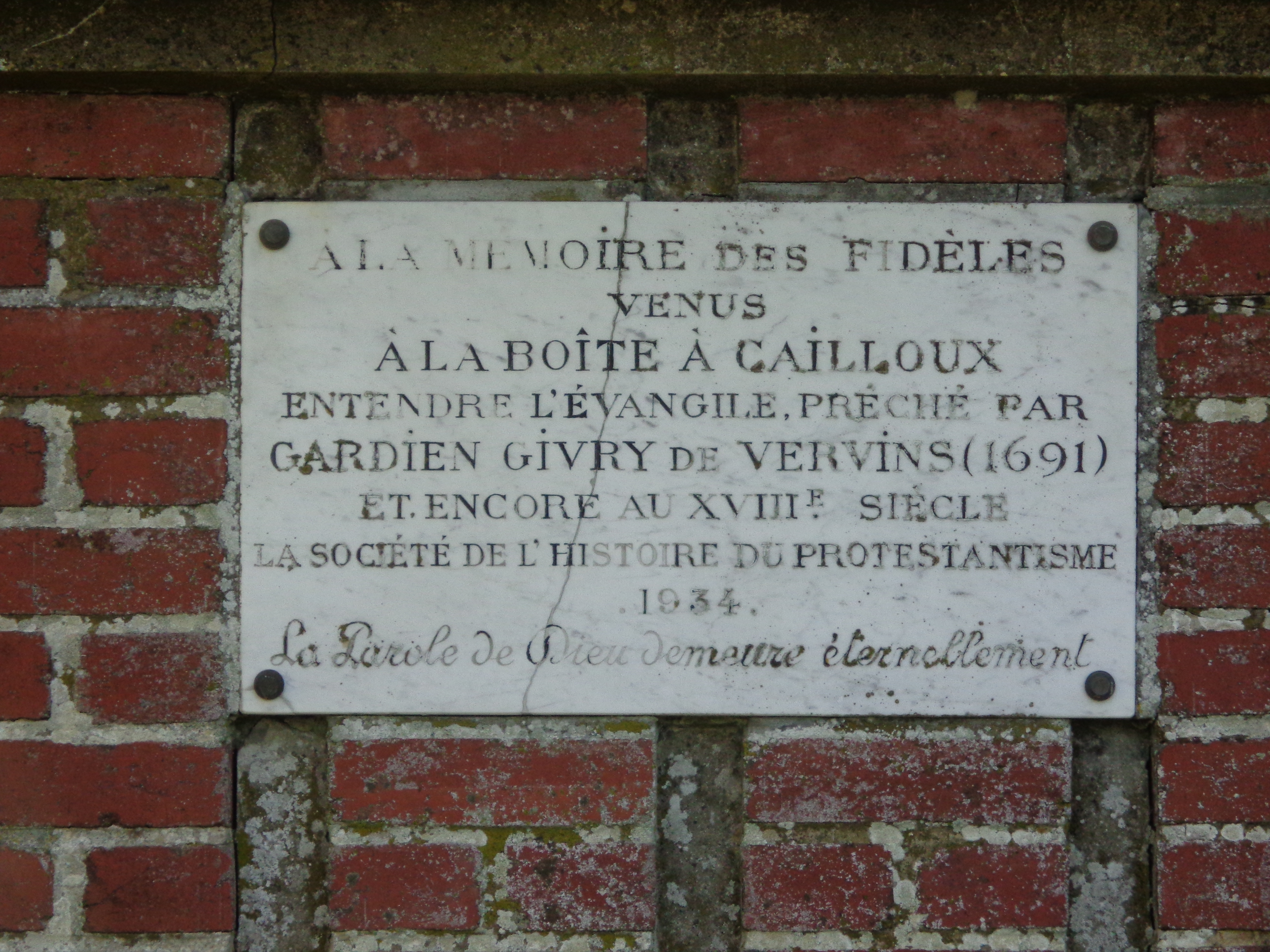
La plaque commémorative.

### Personnalités liées à la commune
- Gardien Givry : pasteur et prédicateur protestant itinérant du XVIIe siècle, incarcéré et décédé au Fort royal de l'île Sainte-Marguerite[réf. nécessaire].

## Pour approfondir